# Matt Hill
Matthew »Matt« Hill (født 19. januar 1968 i North Vancouver, Britisk Columbia) er en canadisk stemmeskuespiller, der arbejder for Ocean Studios. Han er kendt for mange roller inden anime, specielt Kira Yamato i Gundam SEED og Gundam SEED Destiny. Matt er også kendt for sin rolle som Ed i den animerede tv-serie Ed, Edd og Eddy.